# Jingmen
Jingmen, tidigare känt som Kingmen, är en stad på prefekturnivå i Hubei-provinsen i centrala Kina. Den ligger omkring 170 kilometer väster om provinshuvudstaden Wuhan.

## Administrativ indelning
Jingmen består av två distrikt, två härad och en stad på häradsnivå:
- Stadsdistriktet Dongbao (东宝区), 1 645 km², 370 000 invånare, regeringssäte;
- Stadsdistriktet Duodao (掇刀区), 639 km², 360 000 invånare;
- Häradet Shayang (沙洋县), 2 044 km², 600 000 invånare;
- Häradet Jingshan (京山县), 3 284 km², 650 000 invånare (新市镇);
- Staden Zhongxiang (钟祥市), 4 488 km², 1,03 miljoner invånare.

## Klimat
Genomsnittlig årsnederbörd är 1 100 millimeter. Den regnigaste månaden är augusti, med i genomsnitt 175 mm nederbörd, och den torraste är december, med 15 mm nederbörd.